# 卡薩奈
10°30′N 063°24′W / 10.500°N 63.400°W
卡薩奈（西班牙語：Casanay），是委內瑞拉的城鎮，位於該國北部蘇克雷州，是布蘭科市的首府，距離卡里皮托85公里、卡魯帕諾40公里、卡里亞科18公里，海拔高度32米。